# Твин Оукс (Оклахома)
Твин Оукс (енгл. Twin Oaks) насељено је место без административног статуса у америчкој савезној држави Оклахома.

## Демографија
По попису из 2010. године број становника је 198, што је 12 (6,5%) становника више него 2000. године.
| Група             | 2000.      | 2010.      |
| Белци             | 66 (35,5%) | 70 (35,4%) |
| Афроамериканци    | 0 (0,0%)   | 0 (0,0%)   |
| Азијати           | 0 (0,0%)   | 18 (9,1%)  |
| Хиспаноамериканци | 3 (1,6%)   | 8 (4,0%)   |
| Укупно            | 186        | 198        |